# Aeropuerto de College Park
El Aeropuerto de College Park (IATA: CGS, OACI: KCGS, FAA LID: CGS) es un aeropuerto público ubicado en College Park, Maryland y es el aeropuerto más antiguo que aún continua en servicio. El aeropuerto se encuentra al sur del arroyo Paint Branch y del lago Artemesia, al este de la U.S. Route 1 en Maryland, también de la estación College Park–Universidad de Maryland del Metro de Washington que forma parte del sistema de tren de cercanías MARC Train y al oeste de la avenida Kenilworth. El aeropuerto aún funciona para pequeñas aeronaves que buscan aterrizar cerca de Washington D. C.

## Historia

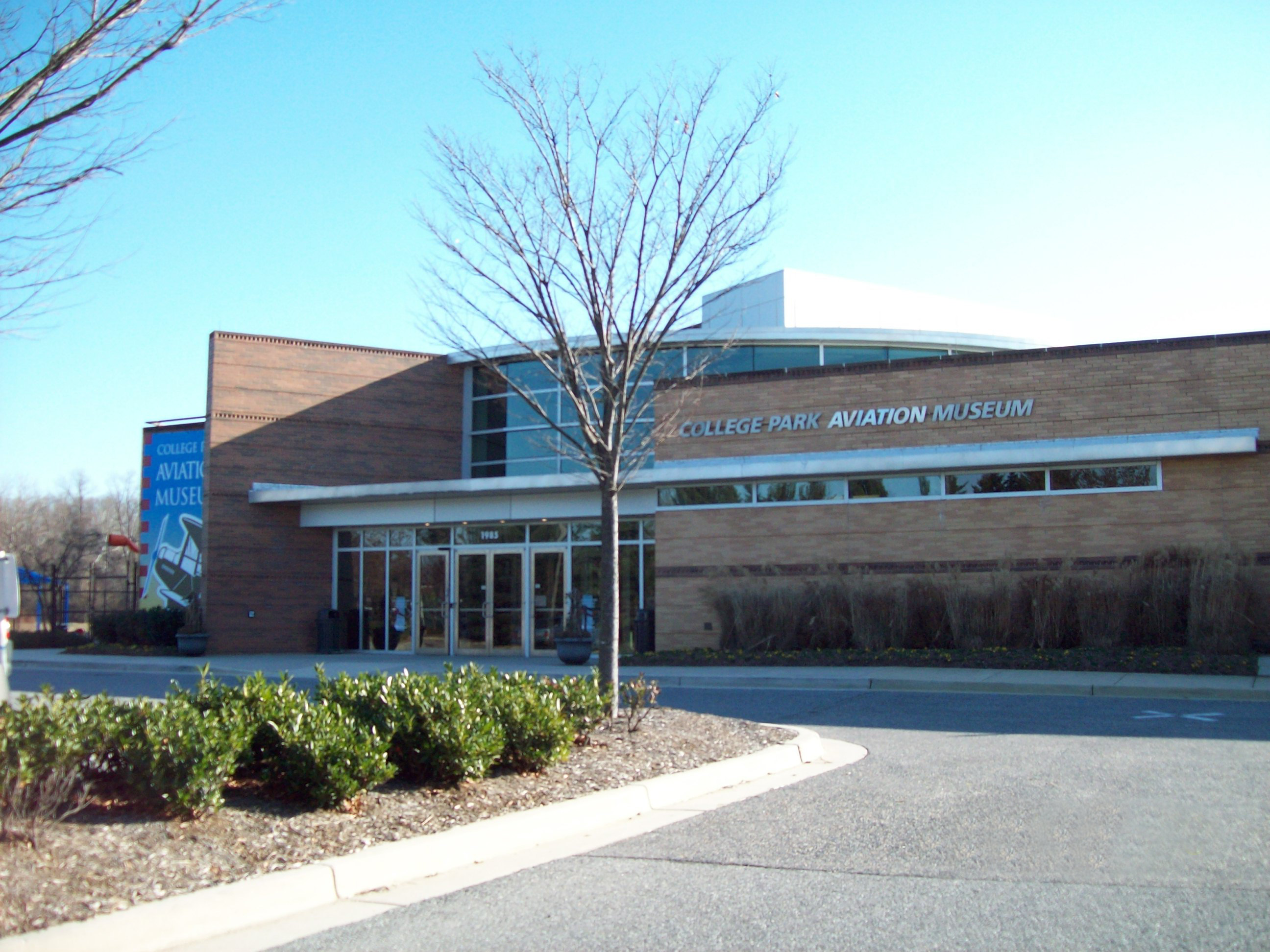
El Museo de la Aviación de College Park.

El Aeropuerto de College Park se estableció en agosto de 1909 por el Cuerpo de Señales del Ejército de los Estados Unidos para servir como lugar de entrenamiento de Wilbur Wright para que instruyera a dos militares a volar en el primer avión del gobierno. El 25 de agosto fue arrendado el primer avión, un biplano Modelo A que fue desmontado y vuelto a montar el 7 de octubre y hasta diciembre de 1911 comenzaron a volar las primeras aeronaves desde el aeropuerto, haciéndolo el aeropuerto más antiguo aún en funcionamiento.
Wilbur Wright enseñó en 1909 a los tenientes Frederick E. Humphreys y Frank P. Lahm, Humphreys luego se convirtió en el primer piloto militar en volar en solitario una aeronave del gobierno. El 27 de octubre de 1909, la señora Ralph Henry Van Deman tomó un vuelo de cuatro minutos junto a Wilbur Wright y se convirtió en la primera pasajera femenina en un avión propulsado en Estados Unidos. En College Park comenzó la aviación civil con Rex Smith inventor y abogado de patentes que operaba la Rex Smith Airplane Company. Sus asociados fueron Paul Peck y Tony Jannus quién se convirtió en el primer piloto del primer avión comercial del mundo en 1914.
El fabricante aeronáutico  Christmas Airplane Company de Washington D. C. construyó su primer avión, el "Red Bird II" en el aeropuerto de College Park con un vuelo para el 15 de octubre de 1911 y en la primavera de 1912 fue construida la aeronave "Red Bird III" con un contrato para entregar correo aéreo del Servicio Postal de los Estados Unidos. La primera escuela militar de aviación en Estados Unidos se inauguró en 1911 con los tenientes Henry H. Arnold y Thomas D. Milling como instructores de vuelo y el capitán Paul W. Beck como instructor de vuelo de Curtiss Aeroplane and Motor Company. El 7 de octubre de 1912 Bernetta Adams Miller se convirtió  en la primera mujer en volar un avión militar.
Cecil Peoli quién fue uno de los primeros aviadores profesionales falleció en 1915 probando un biplano Rausenburger de 12 cilindros en College Park cuando se preparada para los vuelos en Nueva York y San Luis, Misuri. El aeropuerto se convirtió en una terminal para el servicio de correo aéreo comercial en Estados Unidos. Henry Berliner y su hijo Emile Berliner trajeron su teoría de vuelo vertical al aeropuerto en 1920 y en 1924 hizo el primer vuelo controlado del helicóptero Berliner. La Oficina Nacional de Normas (actual Instituto Nacional de Normas y Tecnología) desarrolló y probó entre 1927 a 1933 las primeras guías de navegación mediante radio para usarse en los vuelos a ciegas o con mal tiempo. Estas guías fueron las precursoras del sistema de aterrizaje instrumental que aún es utilizado en los aviones. 
La Engineering & Research Corporation (ERCO) utilizó en 1937 el aeropuerto para probar su primer modelo del avión Monoplano Ercoupe diseñado para pruebas de giro. George Brinckerhoff asumió desde 1927 hasta 1959 la dirección del aeródromo, durante este período se creó una escuela de aviación en 1927 que duró hasta 1959 donde hubo exhibiciones de vuelo. El aeropuerto fue comprado en 1973 por Maryland-National Capital Park and Planning Commission (M-NCPPC) y fue agregado al Registro Nacional de Lugares Históricos en 1977. En 1981 se abrió el Museo de la Aviación de College Park y cuenta con exposiciones y programas, también se pueden ver diversas aeronaves como el Modelo B de los hermanos Wright.
Las operaciones del aeropuerto han sido restringidas por la Administración de Seguridad en el Transporte (TSA) desde los Atentados del 11 de septiembre de 2001 y por su proximidad a Washington D. C., pero aún sigue siendo libre para los pilotos civiles después de pasar una vez los procedimientos de verificación de antecedentes.

## Instalaciones
El aeropuerto cubre 28,32 hectáreas  y con una pista de aterrizaje de orientación 15/33 de 795 × 18 m y su superficie es de asfalto. La pista se nombró en  honor al cabo Frank S. Scott, quién fue la primera persona alistada en las Fuerzas Armadas de Estados Unidos en morir en un avión militar, el accidente aéreo ocurrió en este aeropuerto.